# Nino García
Nino Enrique García Nuñez (Valparaíso, 29 de septiembre de 1957-Santiago, 2 de febrero de 1998) fue un músico, pianista, compositor, arreglista, y director de orquesta chileno. Su obra abarca tanto la música popular como docta.

## Biografía
Nino Enrique García Nuñez fue un artista polifacético. Compuso música para televisión, para el Conservatorio Nacional de Chile, como también baladas pop y música contemporánea. Así, sus oficios fueron desde el canto, músico de programas de televisión, hasta la dirección de orquesta. Es precisamente en este rol que fue contratado en 1974 por la empresa chilena Industria De Radio y Televisión, S.A., que ideó una reedición del último disco de Violeta Parra titulado Las últimas composiciones, para hacer el arreglo y dirección de un cuarteto de cuerdas, excepto en uno de los temas. La idea detrás de esta intervención técnica al trabajo de Violeta Parra y sus acompañantes, era que el arreglo de cuerdas no afectara demasiado a las grabaciones originales.
Nino García representó a Chile en el Festival OTI 1980, realizado en Argentina, con el tema de su autoría «Sin razón». Otros de sus temas más conocidos fueron «Espejismo» (participando en 1980, representando a Chile en el Festival Internacional de la Canción de Viña del Mar de ese año y grabada con su banda, Casablanca), «Desencuentro» y «Entre Paréntesis» (canción ganadora de "Una Canción para el Invierno" de Martes 13 en 1984, de la Corporación de Televisión de la Universidad Católica y popularizada en la voz de Gloria Simonetti). Compuso junto a Buddy Richard el tema central de la telenovela de 1986 de TVN, La villa.
Trabajó como arreglista, compositor e instrumentista con intérpretes de la música chilena tales como Ginette Acevedo, Gloria Simonetti, Fernando Ubiergo, De Kiruza, Sexteto Hindemith 76, Guillermo Rifo, Antonio Prieto, Tito Fernández, Frecuencia Mod, Horacio Saavedra y Juan Azúa, entre muchos otros, también participó en 1976 en la grabación del primer álbum del cantautor nicaragüense Hernaldo Zúñiga, Del arco iris, una canción. 
Por esta labor, se ganó el respeto de toda la comunidad artística lo que lo posiciona actualmente casi como una leyenda de la música chilena.

## Muerte
Debido al hecho de no ser reconocida su obra, vivir constantes apremios económicos, poco reconocimiento a su obra y labor cansado de tener que realizar trabajos que le provocaban incomodidad —como música para publicidad televisiva y radial—, sumado a su progresivo alejamiento de los círculos de distribución comercial y a su visión profundamente crítica del contexto social y político chileno, el 2 de febrero de 1998, el músico tomó la  trágica decisión de poner fin a su vida con un disparo de revólver en la sien.

## Homenajes
En 1999 y gracias a un fondo Fondart, su compañera coordinó la edición del CD Aproximación a la Música de Nino García, con varias obras inéditas de su autoría. Musiklehre fue otro disco homenaje editado más tarde en su memoria, con temas suyos grabados por artistas como: La Rue Morgue, Pedro Foncea y Bicicletas, entre otros, el cual fue distribuido exclusivamente en radios.
La calle donde vivió durante sus últimos días en la población San Joaquín de Pedro Aguirre Cerda fue renombrada como "Central Nino García" en su honor. En 2018, y en el mismo sector, se inauguró un mural de cerámica con su figura en una de las ventilaciones de la Línea 6 del Metro de Santiago.

## Obras
- Espejismo, 1980
- Románticamente, 1986
- La Paz y La Guerra, 1987
- Sinfonía Democrática, 1993[14]
- El debut de Ulises, 1993
- Rapsodia para Cuarteto de Cuerdas y Orquesta, 1996
- Gran Sonata para violín y piano, 1997
- La Contaminación de la Primavera, 1998

### Otros trabajos
- «El Camotazo», 1988 (cantautor, arreglos musicales)[15]

## Lectura complementaria
- Cuevas, Alejandro (2011). Sin razón: La herencia musical de Nino García. Santiago de Chile: Feroces y La Nueva Gráfica Chilena. p. 155.